# Albert Rivera Díaz
Albert Rivera Díaz, en castellà Alberto Carlos Rivera Díaz, (Barcelona, 15 de novembre de 1979) és un advocat i ex polític català. Va ser president de Ciutadans - Partit de la Ciutadania i candidat per aquest partit a president de la Generalitat de Catalunya a les eleccions del 2006, 2010 i 2012. El 2016 fou elegit diputat al Congrés dels Diputats i líder del grup parlamentari del seu partit. L'11 de novembre del 2019, a causa dels resultats negatius del seu partit a les eleccions espanyoles del 10 de novembre, va presentar la seua dimissió com a president de Ciutadans, va renunciar a l'acta de diputat, i va anunciar que es retirava de la vida política. Va passar al sector privat incorporant-se a un despatx d'advocats.

## Biografia

### Primers anys
Albert Rivera és l'únic fill del barceloní Agustín Rivera, membre d'una família obrera de la Barceloneta, i la malaguenya María Jesús Díaz, que havia emigrat amb 13 anys des del poble de Cútar, seguint els passos del seu germà gran, que tenia una botiga d'electrodomèstics. Amb els anys, la major part de la seva família materna es va anar traslladant també a Catalunya, excepte el seu avi Lucas Díaz, que havia estat el primer a emigrar a la dècada del 1960 a França i després a Suïssa.
Eventualment, el matrimoni Rivera Díaz va muntar els seus propis negocis i es va traslladar a viure a l'Ametlla del Vallès, al Vallès Oriental, on va poder matricular el seu fill a l'Escola Cervetó, un col·legi concertat de Granollers. Allà, Albert Rivera va practicar la natació de competició durant vuit anys, i va arribar a ser dues vegades campió de Catalunya en estil braça, la primera vegada amb 16 anys.

### Carrera universitària
Va estudiar a la Facultat de Dret d'ESADE (Universitat Ramon Llull). Entre els seus professors, va tenir també Francesc de Carreras, catedràtic de Dret Constitucional i impulsor de la plataforma cívica precursora Ciutadans de Catalunya. Va estudiar durant el 2001 a la Universitat de Hèlsinki (Finlàndia), gràcies al programa Erasmus.

### Carrera professional
El setembre del 2002, va començar a treballar a «la Caixa». El Periódico de Catalunya, citant com a font els arxius del Partit Popular, va afirmar, poc després de les eleccions al Parlament de Catalunya, al novembre del 2006, que Rivera havia ingressat a les joventuts d'aquest partit (Nuevas Generaciones) el juny de 2003, i que va estar-hi afiliat durant tres anys, en un període anterior a la fundació de Ciutadans.
El 2004, Rivera va aprovar les oposicions internes de la Caixa i hi va treballar fins al 2006 com a lletrat a l'Assessoria Jurídica dels Serveis Centrals. Va sol·licitar una excedència voluntària per preparar les eleccions del 2006. El 19 d'abril del 2018 es donà de baixa com a afiliat a la Unió General de Treballadors (UGT), en protesta pel suport que donaren als presos polítics catalans, després que hi fos des del 2002.

### Diputat al Parlament de Catalunya
Al primer Congrés de Ciutadans - Partit de la Ciutadania, celebrat el juliol de 2006, Albert Rivera va ser elegit president i Antonio Robles Almeida secretari general.
A les eleccions al Parlament de Catalunya de 2006, Rivera va ser candidat a president de la Generalitat de Catalunya. Un element notori de la seva campanya va ser el cartell de campanya del seu partit en el qual va aparèixer nu. El partit va obtenir tres diputats, de manera que va esdevenir la sisena força política de Catalunya. Al Parlament, Rivera destacaria per usar el castellà, a més del català. Admirava l'estil de rivals seus, com Antoni Fernández Teixidó i Higini Clotas.
El gener de 2008, i malgrat la seva disposició inicial contrària, va anunciar la seva candidatura a les eleccions primàries de Ciutadans com a cap de llista al Congrés dels Diputats a les eleccions generals del 9 de març de 2008 per la circumscripció de Barcelona. No obstant això, Rivera no va resultar elegit diputat.
Rivera va ser un dels diputats contraris a la prohibició de les curses de braus a Catalunya. Amb motiu d'aquest posicionament, la tarda del 26 de setembre de 2010 va sortir a espatlles de la plaça de toros Monumental de Barcelona, juntament amb el torero Serafín Marín i el diputat del Partit Popular Rafael Luna.
En un procés de primàries, va ser escollit candidat a la presidència de la Generalitat per a les eleccions catalanes de 2010. En el cartell electoral, apareixia vestit i, al fons, la resta de candidats despullats. A les eleccions, va aconseguir de nou l'acta de diputat per la província de Barcelona (circumscripció per la qual era cap de llista).
A les eleccions al Parlament del 25 de novembre de 2012, Ciutadans va aconseguir triplicar la representació al Parlament de Catalunya, aconseguint nou escons. Davant els resultats (275.007 vots, equivalents al 7,56%, amb 9 escons), i d'acord amb el seu programa electoral, Rivera va defensar la dimissió d'Artur Mas com a president de la Generalitat de Catalunya, en haver perdut el seu partit 12 escons i no assolir la majoria absoluta a la qual aspirava quan va avançar les eleccions (1.116.259 vots, equivalents al 30,70% de l'electorat i 50 escons).

### Candidat a la Presidència del Govern d'Espanya
El juliol de 2015 va ser escollit candidat del partit a la presidència del govern, sense necessitat de primàries, en ser l'únic dels 5 militants presentats a aconseguir els 509 avals necessaris (va obtenir 2.904 avals dels 3.031 possibles). Després de les eleccions al Parlament de Catalunya de 2015, on Inés Arrimadas l'havia substituït com a candidata a la presidència de Catalunya, Rivera va arrencar la seva precampanya a les Generals al costat del Temple de Debod a Madrid, acompanyat d'altres membres del seu partit, el 25 d'octubre del 2015.
L'1 de juny de 2018 va prosperar la moció de censura contra Mariano Rajoy, i aquest fou substituït per Pedro Sánchez Pérez-Castejón, amb els vots en contra de PP i C's. En les eleccions generals espanyoles d'abril de 2019, Ciutadans va treure 4.136.600 vots i 57 diputats. Tot i que el PSOE va guanyar les eleccions amb 123 diputats, Ciutadans es va posicionar en contra seu i Pedro Sánchez va fracassar en el seu intent de governar en solitari, i va haver convocar unes noves eleccions el novembre de 2019, en les que Ciutadans es va ensorrar.

### Dimissió com a cap de Ciutadans
El fracàs en les eleccions de novembre de 2019 va provocar la seva renúncia com a polític, i la formació va quedar liderada per una gestora.
El març de 2020 es va incorporar com a president executiu per a Espanya i Portugal del despatx d'advocats Martínez-Echevarría, que el setembre del mateix any va canviar de nom a Martínez-Echevarría & Rivera, i hi va contractar José Manuel Villegas Pérez, antic company de partit. No obstant això, el febrer de 2022, ambdós van abandonar el despatx i van retreure al seu director general, Vicente Morató, l'incompliment de les condicions contractuals, després que se'ls hagués advertit repetidament que «la seva productivitat estava assolint nivells preocupants, molt per sota de qualsevol estàndard raonable». El despatx va afimar en un comunicat que «la seva curta experiència jurídica, concretada en tan sols dos anys com a becari a CaixaBank, conjuntament amb una passivitat i una inactivitat mai vista en l'empresa privada, han resultat intolerables».
Mesos abans de l'acomiadament, al juliol de 2021, Pablo Casado el va fitxar com a assessor de capçalera del Partit Popular.